# Ćandrakirti
Ćandrakīrti (600–c. 650), (Devanagari: चन्द्रकीर्ति; tib. Dawa Drakpa), bio je nadstojnik, ili opat, monasterijskog sveučilišta Nalanda i Nagarđunin učenik i tumač njegovih djela. Budistički učenjak Ćandrakirti najslavniji je pripadnik budističke škole čije sljedbenike Tibećani nazivaju Madjamika-Prasangikama.
Ćandrakirti je branio Budapalitu od Bavavivekine dosljedne i snažne kritike oslonjene na autonomni silogizam. Posljedica Ćandrakirtijeva tumačenja Nagarđunina nazora bila je nastanak nove madjamičke škole znane kao Prasangike ("Konsekvencijalisti"). Među Ćandrakirtijeva djela ubrajaju se Prasannapada – sanskrtski izraz koji znači "Jasne riječi"—vrlo cijenjeno tumačenje Nagarđunine Mulamadhyamakakarike i Madhyamakavatara (njegov dodatak Nagarđuninu tekstu) i njegovo samotumačenje. Madhyamakavatara se koristi kao glavni udžbenik u većini tibetskih monasterijskih sveučilišta za proučavanje 'Praznine' i filozofije koju zastupa škola Madjamaka.
Raspravom Madhyamakavatara (Uvod u Srednji put) Ćandrakirti ustanovljuje madjamički sustav mišljenja pobijajući načela raznih budističkih i nebudističkih filozofija. Tijekom tih pobijanja, on kritizira školu Ćitamatra (Yogacara), idealističku školu budizma.